# Gouvernement Kaja Kallas III
Pour les articles homonymes, voir Gouvernement Kallas.
République d'Estonie
K. Kallas II Michal
Le gouvernement Kaja Kallas III (en estonien : Kaja Kallase kolmas valitsus) est le gouvernement de la république d'Estonie du 17 avril 2023 au 23 juillet 2024, sous la XVe législature du Riigikogu.
Il est formé par Kaja Kallas à la suite de la victoire de son Parti de la réforme aux élections législatives de 2023, à la majorité relative. Il repose sur une coalition avec deux autres partis, Estonie 200 et le Parti social-démocrate. Il succède au gouvernement Kaja Kallas II.

## Historique du mandat
Ce gouvernement est dirigé par la Première ministre libérale sortante, Kaja Kallas. Il est constitué et soutenu par une coalition entre trois partis : le Parti de la réforme d'Estonie (ERE), Estonie 200 (E200) et le Parti social-démocrate (SDE). Ensemble, ils disposent de 60 députés sur 101, soit 59,4 % des sièges du Riigikogu.
Il est formé à la suite des élections législatives du 5 mars 2023.
Il succède donc au gouvernement Kaja Kallas II, constitué et soutenu par une coalition entre le Parti de la réforme, Isamaa et le Parti social-démocrate.

### Formation
Au cours du scrutin, le Parti de la réforme arrive en tête avec une majorité relative en voix et en sièges et renforce sa position de premier parti d'Estonie, tandis que ses partenaires de coalition enregistrent un recul. Seulement deux jours plus tard, Kaja Kallas invite Estonie 200 et le Parti social-démocrate à entamer avec son parti des négociations pour former un gouvernement conjoint.
Le 8 avril, la Première ministre sortante annonce la conclusion positive des discussions avec les deux autres partis et la prochaine formation d'une coalition gouvernementale dans laquelle le Parti de la réforme disposera de six ministères sur douze, contre trois pour chacun de ses partenaires. Les noms des douze futurs ministres sont dévoilés peu après. Kaja Kallas fait notamment part de sa volonté de faire de l'augmentation du budget de la Défense et de la légalisation du mariage homosexuel les deux premiers grands chantiers de son gouvernement.
Le Parlement donne le 12 avril à Kaja Kallas le mandat de former le nouveau gouvernement estonien, par 59 voix pour et 38 voix contre. Cinq jours plus tard, le président de la République, Alar Karis, procède à la nomination du nouvel exécutif lors d'une cérémonie au Kadriorg, après quoi la Première ministre et ses ministres prêtent serment tour à tour devant les députés.

### Succession
Kristen Michal est désigné nouveau Premier ministre par le Parti de la réforme le 15 juillet 2024 pour remplacer Kaja Kallas, démissionnaire après sa nomination par le Conseil européen comme nouvelle haute représentante de l'Union pour les affaires étrangères et la politique de sécurité, à la suite des élections européennes de juin 2024. Le lendemain 16 juillet, il est officiellement chargé de former le nouveau gouvernement par le président Alar Karis.
La candidature de Michal est approuvée par le Parlement le 22 juillet, avant l'entrée en fonction du nouveau gouvernement après son approbation par le président de la République. Il entre officiellement en fonction le lendemain 23 juillet.

## Composition
- Par rapport au gouvernement Kaja Kallas II, les nouveaux ministres sont indiqués en gras, ceux ayant changé d'attribution le sont en italique.

| Portefeuille                                                           | Nom | Nom | Nom                                 | Parti |
| ---------------------------------------------------------------------- | --- | --- | ----------------------------------- | ----- |
| Première ministre                                                      |     |     | Kaja Kallas                         | ERE   |
| Ministre de l'Éducation et de la Recherche                             |     |     | Kristina Kallas                     | E200  |
| Ministre de la Justice                                                 |     |     | Kalle Laanet (jusqu'au 01/04/2024)  | ERE   |
| Ministre de la Justice                                                 |     |     | Madis Timpson (jusqu'au 23/07/2024) | ERE   |
| Ministre de la Défense                                                 |     |     | Hanno Pevkur                        | ERE   |
| Ministre du Climat                                                     |     |     | Kristen Michal                      | ERE   |
| Ministre de la Culture                                                 |     |     | Heidy Purga                         | ERE   |
| Ministre des Affaires régionales                                       |     |     | Madis Kallas (jusqu'au 20/04/2024)  | SDE   |
| Ministre des Affaires régionales                                       |     |     | Piret Hartman                       | SDE   |
| Ministre des Affaires économiques et des Technologies de l'information |     |     | Tiit Riisalo                        | E200  |
| Ministre des Finances                                                  |     |     | Mart Võrklaev                       | ERE   |
| Ministre de l'Intérieur                                                |     |     | Lauri Läänemets                     | SDE   |
| Ministre de la Santé                                                   |     |     | Riina Sikkut                        | SDE   |
| Ministre de la Protection sociale                                      |     |     | Signe Riisalo                       | ERE   |
| Ministre des Affaires étrangères                                       |     |     | Margus Tsahkna                      | E200  |